# جون والاس (سياسي أمريكي)
جون والاس (بالإنجليزية: John Wallace)‏ هو محامي وكاتب وسياسي أمريكي، ولد في 1842، وتوفي في 25 نوفمبر 1908. حزبياً، نشط في الحزب الجمهوري. وقد انتخب عضو مجلس نواب فلوريدا.